# Linia kolejowa Witebsk – Orsza
Linia kolejowa Witebsk – Orsza – linia kolejowa na Białorusi łącząca stację Witebsk ze stacją Orsza Centralna. Jest to fragment linii Witebsk – Orsza – Mohylew – Żłobin.
Linia położona jest w obwodzie witebskim.
Linia jest niezelektryfikowana (z wyjątkiem stacji Orsza Centralna). Linia w większości jest dwutorowa, z wyjątkiem odcinków Witebsk - Sialanka, Skrebni - Sauczanki i Mażejeuka - Orsza Centralna, które są jednotorowe.